# Шатиловская сельскохозяйственная опытная станция
 Шатиловская сельскохозяйственная опытная станция  — один из наиболее ценных научных сельскохозяйственных центров России.  Здесь были заложены основы агротехники, получившие своё развитие под названием ландшафтного или экологического земледелия, создана первая в стране система селекции и семеноводства для обширной природно-экономической зоны.
Расположена близ посёлка Шати́лово Новодереве́ньковского района Орловской области Российской Федерации.

## История
Ещё в 1862 году в докладе И. Н. Шатилова на заседании Императорского московского общества сельского хозяйства поднимался вопрос о необходимости создания сельскохозяйственного исследовательского хозяйства — опытной станции. В 1864 году после смерти дяди, генерал-майора Ивана Васильевича Шатилова, И. Н. Шатилов поселился в семейном имении Моховое в Тульской губернии, где ещё в 1824 году Ф. Х. Майером был заложен питомник для выращивания посадочного лесного материала.
К 1891 году И. Н. Шатилов утроил площадь питомника, к 1893 году в Моховом было засажено лесом 316 га. Здесь он вывел путём отбора сорт овса, известный под названием «шатиловского».
Жестокая засуха 1891 года подтолкнула развитие идеи о создании в России сельскохозяйственных опытных станций. В 1896 году сыном Иосифа Николаевича, Иваном Иосифовичем Шатиловым, был выделен участок земли в 65 десятин, на котором по инициативе П. А. Костычева была организована, под названием Шатиловская, сельскохозяйственная опытная станция. Первый персонал станции поселился в селе Моховом и в 1898 году приступил к научным опытам под руководством Глеба Филипповича Нефёдова. В период 1899—1906 годов работы возглавлял учёный и агроном В. В. Винер (1872—1930). Он разработал первую программу научных исследований по определению потребности растений в основных элементах питания.
В. В. Винера сменил А. Н. Лебедянцев (был директором в период 1906-1926 годы) — так же, как и Винер, ученик Д. Н. Прянишникова.
В 1912 году на станции был создан отдел селекции, который возглавил выдающийся селекционер П. И. Лисицын (в 1926—1929 годах он возглавлял опытную станцию). С его именем связано выведение знаменитых на весь мир овса «Шатиловский-56», озимой ржи «Лисицына», клевера «Среднерусский Шатиловский», гречихи «Богатырь».
Лисицын начал работать на Шатиловской опытной станции с 1908 года. В первые годы весь персонал опытной станции состоял из трёх человек. С 1918 года Шатиловская станция получила для научной и практической работы дополнительные земельные площади в 422 десятины. 12 января «Правда» сообщила о взятии тульскими властями под охрану бывшего имения Н. И. Шатилова и создании на его основе крупной семеноводческой станции «Агроцентр Моховое». В 1919 году 784 десятины пахотной земли Мохового и 850 лесной земли были присоединены к станции; возможности и масштабы работы резко возросли.
В 1921 году, после выхода декрета о семеноводстве, П. И. Лисицын возглавил первую из семеноводческих организаций — «Шатиловскую госсемкультуру», в задачи которой входило размножение селекционных и чистых сортов полевых и огородных растений. В 1926 году в Хомутово было выстроено четырёхэтажное здание семеочистительной фабрики. В эти годы опытная станция превратилась в комплексное научно-исследовательское учреждение с девятью отделами и большим числом научных работников.
Следующие поколения селекционеров продолжили работу П. И. Лисицына по созданию новых сортов сельскохозяйственных культур. 

В 1938 году научным руководителем и заведующим лабораторией селекции озимой пшеницы Шатиловской селекционной станции 
стал А. В. Пухальский. Осенью 1942 года он стал её директором (до 1944), руководил эвакуацией и восстановлением селекционных работ после изгнания врага с территории станции.
После смерти П. И. Лисицына в 1948 году Шатиловской сельскохозяйственной станции было присвоено его имя.
Впоследствии она называлась — Орловская (Шатиловская) государственная сельскохозяйственная станция Главного управления сельскохозяйственной науки и пропаганды министерства сельского хозяйства РСФСР.
В марте 1988 года станция прекратила своё существование как научное учреждение. Но благодаря инициативе и усилиям администрации Новодеревеньковского района (А. С. Злобин), поддержке администрации Орловской области (Е. С. Строев), 3 апреля 1996 года президентом Российской Академии сельскохозяйственных наук Г. А. Романенко был подписан приказ о восстановлении Шатиловской опытной станции.